# Soy Luna
Soy Luna è una telenovela argentina prodotta da Pol-ka Producciones e trasmessa dall'emittente latino-americana Disney Channel dal 14 marzo 2016, mentre in Italia è andata in onda sull'omonima versione italiana dal 9 maggio 2016.
La serie è stata rinnovata per una seconda e una terza stagione, la cui trasmissione in Argentina è iniziata rispettivamente il 17 aprile 2017 e il 16 aprile 2018. In Italia, la seconda stagione è stata trasmessa dall'8 maggio 2017 e la terza dal 28 maggio 2018. La serie è stata successivamente trasmessa in chiaro su Rai Gulp: la prima stagione dal 28 novembre 2016, la seconda dal 7 marzo 2018 e la terza dal 21 gennaio 2019.
Il 23 ottobre 2024, durante un'intervista a Radio Disney, Karol Sevilla ha confermato che la telenovela tornerà con una quarta stagione, le cui riprese inizieranno nel 2025. Il 16 giugno 2025 è stato annunciato ufficialmente l'inizio delle riprese della nuova stagione, previste per lo stesso mese. La serie sarà trasmessa nel 2026 su Disney+.

## Trama

### Prima stagione
Luna Valente è una ragazza di sedici anni che vive a Cancún, in Messico, con i suoi genitori adottivi, Monica e Miguel, entrambi dipendenti al servizio di una villa. Fin da piccola, Luna ha coltivato una grande passione per il pattinaggio: infatti lavora come fattorina sui pattini per un fast food insieme al suo migliore amico d'infanzia, Simón.
Un giorno, a Cancún, arriva la ricca ereditiera argentina Sharon Benson, che acquista la residenza dove lavorano Monica e Miguel. Benson offre loro un impiego nella sua villa a Buenos Aires, colpita dalle doti culinarie di Monica. Nonostante qualche dubbio iniziale, la famiglia Valente accetta la proposta e lascia il Messico.
Arrivata a Buenos Aires, Luna capisce subito che non andrà molto d'accordo con Ámbar Smith, la perfida e altezzosa nipote di Sharon, che sarà anche sua compagna di scuola al Blake South College, l'istituto in cui Luna inizierà a studiare. Luna diventa invece immediatamente migliore amica di Nina, una ragazza molto timida che frequenta la stessa scuola e che successivamente apre un blog firmandosi come FelicityForNow, dove scrive i suoi pensieri e diventa subito molto popolare, attirando anche l'attenzione di Gastón, il ragazzo di cui è innamorata. Le migliori amiche di Ámbar sono invece Delfi e Jazmín, due ragazze altezzose e piuttosto superficiali come lei.
Girando per la città, Luna scopre il Jam & Roller, un locale con un palcoscenico e una pista di pattinaggio, dove riesce a farsi assumere come assistente di pista. Grazie alla sua gestione, il Roller ospita spesso gare di pattinaggio e vi si tengono periodicamente anche esibizioni canore chiamate Open Music, aperte a chiunque desideri partecipare.
A scuola, Luna fa amicizia anche con Jim e Yam, migliori amiche da sempre e aspiranti ballerine e cantanti che hanno un rapporto di amore e odio con un altro studente del Blake South College e ottimo pattinatore, Ramiro. Luna fa subito la conoscenza anche di Matteo, ragazzo italiano di cui finisce per innamorarsi. L'amore di Luna è fin da subito ricambiato, ma poiché Matteo sta con Ámbar, questa inizierà a nutrire odio nei suoi confronti, che lei pensa voglia rubarle non solo il fidanzato, ma anche la scena al Jam & Roller, dove lei e Matteo sono chiamati "i re della pista" in quanto considerati i migliori pattinatori.
Ben presto anche Simón si trasferisce a Buenos Aires per stare vicino a Luna e vive momentaneamente nel magazzino della villa Benson. Quando però rischia di essere scoperto, viene ospitato da Nico e Pedro, due baristi che lavorano al Roller, con i quali scopre di condividere la passione per la musica e con cui forma una band, la Roller Band. Nel frattempo, per mantenersi a Buenos Aires, Simón inizia a lavorare anch'egli come barista al Roller.
Luna comincia a partecipare a diverse gare di pattinaggio in coppia con Simón e i due riescono ad arrivare fino alla finale della gara continentale tra piste, battendo Matteo e Ámbar, che si presentano con loro come riserve. A questo punto, Ámbar, nel tentativo di far arrivare Luna in ritardo per impedirle di esibirsi e prendere il suo posto, organizza un piano che però si ritorce contro: è Simón a non arrivare in tempo, costringendo Luna a esibirsi con Matteo (che nel frattempo ha rotto con Ámbar, stanco dei suoi comportamenti). Alla fine della gara Matteo bacia Luna, gesto che infastidisce molto Simón, il quale ha capito di essere innamorato di lei. Luna, dopo varie incomprensioni, decide di dare una possibilità a Simón, ma alla fine ammette di provare sentimenti per Matteo.
Sul fronte delle gare, dopo il fallimento di quella continentale (in cui Luna e Matteo si classificano secondi), i ragazzi del Jam & Roller si iscrivono alla gara intercontinentale (che si disputa in gruppo e non più in coppia), riuscendo a vincerla.
Nell'ultimo episodio, Matteo deve tornare in Italia a causa del lavoro del padre, ma prima di partire raggiunge Luna e le confessa i suoi sentimenti. I due si mettono insieme, pur senza sapere se lui potrà fare ritorno a Buenos Aires. Nel frattempo si formano anche altre coppie: Nico e Jim, Yam e Ramiro (che avranno un rapporto altalenante lungo tutta la serie), Pedro e Delfi (dopo che Delfi si è progressivamente allontanata da Ámbar e dalla sua cattiva influenza) e Nina e Gastón (dopo che Gastón scopre che Felicity e Nina sono la stessa persona).
Infine, Luna inizia a scoprire alcuni dettagli del suo misterioso passato, che sembrerebbe essere legato alla famiglia Benson.

### Seconda stagione
La seconda stagione si apre con il rientro di Luna e dei suoi amici dalle vacanze e con l’inizio di un nuovo anno al Blake South College. Durante l'estate, Luna e Matteo hanno continuato a scriversi, mantenendo vivo il loro rapporto, ma una volta tornato a Buenos Aires, Matteo improvvisamente si allontana da lei; Luna, ferita, non riesce a comprenderne il motivo: ben presto si scoprirà che ciò avviene perché suo padre vuole che lui vada a studiare all’estero, e Matteo teme che stare con Luna, sapendo di doversene separare presto, finirebbe per far soffrire entrambi. Nel frattempo, al Roller molte cose sono cambiate: Vidia, una compagnia di telecamere, compra il locale installando webcam dappertutto, suscitando la rabbia dei ragazzi. Tamara, che supervisiona il Jam & Roller, comunica che lascerà la pista. Inoltre, Ramiro scopre un gruppo di pattinatori freestyle, gli Adrenaline, e si unisce a loro insieme a Matteo. Delfi lascia Pedro perché durante le vacanze si è riavvicinata ad Ámbar, tornando sotto la sua influenza negativa, mentre Jazmín acquisisce maggiore fiducia in sé stessa e decide di cantare per la prima volta come solista all'Open Music. Anche Nina, grazie a Gastón, riesce a vincere la propria timidezza e paura del palcoscenico, esibendosi in coppia con lui.
Nel frattempo, a villa Benson, Luna trova un ciondolo a forma di sole che le era apparso più volte in sogno e scopre che si incastra perfettamente con quello a forma di luna che indossava quando fu adottata, e a cui deve il suo nome. Con l'aiuto di Nina, comincia a indagare per scoprire la verità sul suo passato, e alle due si unisce presto anche Simón. Anche Rey, segretario di Sharon, intuisce che nella storia dell'adozione di Luna c'è qualcosa di strano e decide a sua volta di investigare; così Sharon scopre che sua nipote Sol, la sua legittima erede che credeva morta in un incendio avvenuto anni prima, è ancora viva ed è proprio Luna. Sconvolta dalla notizia, Sharon inizia a temere che, se la verità venisse a galla, potrebbe perdere tutta la sua fortuna.
Poco tempo dopo, alla villa arriva Alfredo, il padre della signora Benson, che si dimostra subito amichevole nei confronti di tutta la famiglia, a differenza della figlia Sharon e della figlioccia Ámbar. Sharon, presa dal panico, convoca tutti i membri della famiglia e li inganna facendo credere che Ámbar sia Sol Benson, in modo da proteggere la propria eredità. Si scoprirà inoltre che Ámbar è in realtà la figlia adottiva di Sharon, anche se quest’ultima non l’ha mai trattata davvero come tale.
Nel corso della stagione, Luna diventa sempre più brava nel pattinaggio e acquisisce fiducia in sé stessa, grazie anche alla dura ma molto brava nuova allenatrice Juliana, che cela nel suo passato un avvenimento doloroso.
Durante una festa in maschera, Ámbar provoca accidentalmente un incendio al Jam & Roller e tenta poi di incolpare Luna. A causa dei danni, la pista rischia di essere chiusa, ma la situazione si risolve solo dopo uno spettacolo dei ragazzi, sebbene il responsabile dell'incendio rimanga sconosciuto. Nel frattempo, Nico e Jim si lasciano perché si rendono conto di essere troppo diversi, e anche Nina e Gastón affrontano un periodo di crisi quando a quest’ultimo viene proposta un'opportunità di studiare ad Oxford l'anno successivo, sebbene alla fine riescano a superare le loro incomprensioni.
Matteo e Luna si riavvicinano dopo che lui è riuscito a convincere il padre a non farlo partire e ha spiegato le ragioni del suo allontanamento a Luna, scusandosi per come ha gestito la situazione e dichiarandole che il suo amore per lei non è mai stato in discussione. Così, i due tornano insieme. Nel frattempo, Luna, Nina e Simón continuano a indagare sul passato di Luna, ma sono costantemente ostacolati da Sharon e Rey.
La squadra del Jam & Roller si qualifica per la semifinale del Roda Fest, la gara di pattinaggio più importante dell'anno, e riesce ad accedere alla finale, che si terrà a Cancùn, in Messico. Intanto, Ámbar continua a non sopportare quello che considera un eccessivo protagonismo di Luna nel team e al Roller, così tenta di far litigare Luna e Matteo. Non riuscendoci, decide invece di avvicinarsi a Simón per allontanarlo da Luna. La situazione però prende una piega inaspettata: i due finiscono per innamorarsi quando Ámbar inizia a mostrare a Simón un lato più dolce e vulnerabile del suo carattere. Capendo che quando è con lui sta bene e si sente felice come non mai, Ámbar decide di abbracciare questa versione più autentica di sé stessa.
Matteo e Simón vincono un concorso musicale che offre loro la possibilità di incidere un disco da solisti, ma il loro ambizioso manager, Bruno, riesce a manipolare Matteo, spingendolo a utilizzare tattiche scorrette per aumentare la sua popolarità. Questo comportamento crea conflitti tra lui e Luna, che non approva affatto le sue azioni. Bruno tenta di fare lo stesso anche con Simón, ma il suo piano fallisce. Ben presto, l'attaccamento di Matteo alla sua carriera diventa eccessivo, tanto che inizia a trascurare tutto il resto. Luna, non riuscendo più a sopportare questo atteggiamento, decide di lasciare Matteo, stavolta in modo apparentemente definitivo.
Simón scopre che è stata Ámbar a causare l'incendio al ''Roller'' e, sentendosi tradito, perde completamente la fiducia in lei, decidendo di lasciarla. Entrambi sono devastati dal forte sentimento che li legava. Nel frattempo, anche Delfi e Jazmín si allontanano definitivamente da Ámbar, rendendosi conto che i suoi comportamenti sono sbagliati. Grazie a questo, Delfi riesce a riavvicinarsi a Pedro e i due tornano insieme. Anche Yam e Ramiro si riappacificano. Ámbar si unisce agli Sliders, e sono loro a vincere il ''Roda Fest''. Infine, Luna scopre di essere Sol Benson.

### Terza stagione
I ragazzi rientrano da Cancún e Luna torna a villa Benson per la prima volta dopo aver scoperto la verità sul suo passato. Luna, Nina, Jim e Yam iniziano il loro ultimo anno al Blake South College, mentre Matteo, Ámbar, Gastón, Ramiro, Jazmín e Delfi si sono diplomati e ora cercano la propria strada, cercando di capire cosa vogliono per il loro futuro.
Gary, lo zio di Nico, diventa il nuovo responsabile del Jam & Roller e crea una nuova squadra titolare chiamata Red Sharks. I primi membri ad essere reclutati sono Ámbar, Emilia e Benicio, un ragazzo arrogante e spocchioso proveniente dal Messico che Simón già conosce. Anche Ramiro, non vedendo altra soluzione per inseguire il suo sogno di diventare un pattinatore professionista, decide di unirsi ai Red Sharks e abbandona la squadra del Jam & Roller, che ormai non ha più né una pista né un allenatore, visto che Juliana viene nominata allenatrice dei Red Sharks da Gary, suo malgrado. I ragazzi del Roller sono scioccati da questa decisione di Ramiro, che vedono come un tradimento, e interrompono i rapporti con lui.
Dopo quanto accaduto nella seconda stagione, il rapporto tra Luna e Matteo continua ad essere pieno di alti e bassi. Luna vive un periodo di confusione dopo la rottura con Matteo e inizia a pensare di provare dei sentimenti per Simón, ma lui le confessa di essere ancora innamorato di Ámbar, nonostante tutto. Nel frattempo, Matteo è deciso a dimostrare a Luna di essere maturato e a riconquistarla.
Gastón è andato a studiare ad Oxford e, nonostante la distanza, lui e Nina continuano la loro relazione per diversi mesi. Tuttavia, quando lui torna per una visita, le comunica che il suo programma di studi si è prolungato e non tornerà a Buenos Aires alla fine dell’anno come inizialmente previsto. Nina, che non vuole seguirlo poiché la sua vita è a Buenos Aires, decide con tristezza di lasciarlo, poiché sarebbe ormai impossibile continuare la loro relazione. Nel frattempo, Jim e Yam iniziano le audizioni per essere ammesse in un'importante scuola di canto e ballo, dopo il diploma.
Matteo entra a far parte della Roller Band, e i ragazzi del Jam & Roller decidono di girare un video per cercare di risollevare la situazione della squadra, con l’aiuto di Juliana, che li fa allenare di nascosto nella pista del locale nonostante il divieto di Gary. Tuttavia, Ramiro li scopre e, ferito dal trattamento subito dai suoi ex amici per aver deciso di unirsi ai Red Sharks, rivela tutto a Ámbar ed Emilia, che a loro volta lo riferiscono a Gary. Questo non fa che peggiorare i già tesi rapporti tra Gary e Juliana, e accresce la rivalità tra i Red Sharks e i Jam & Roller. Nel frattempo, Sharon inizia a mettere in atto la sua vendetta e riesce a convincere Rey a diventare nuovamente suo complice, stavolta per incolpare i Valente e Alfredo di aver rubato dei quadri preziosi da villa Benson. Per realizzare il piano, Sharon riesce a far assumere una nuova domestica, Maggie, che è un’altra sua complice. Inoltre, Sharon entra in contatto con Ámbar, spiegandole il piano e chiedendole di schierarsi dalla sua parte, ma la ragazza, stanca delle faide familiari, rifiuta di essere coinvolta e sceglie di non prendere posizione.
Emilia si interessa a Matteo, ma, dopo essere stata respinta da lui, decide di ripicca di rubargli un bacio, registrando solo quel momento in un video e tagliando la parte in cui lui la respinge. Durante una serata musicale, Emilia mostra la foto del bacio per minare la relazione tra Matteo e Luna, che si era appena riavvicinata a lui dopo aver riconosciuto la sua maturazione. Luna, vedendo la foto, crede che Matteo l'abbia presa in giro, si allontana di nuovo da lui e decide di non voler avere più niente a che fare con lui.
Matteo cerca in tutti i modi di far capire a Luna che è stato incastrato da Emilia, ma senza successo. Allora Ramiro, che, pur facendo ormai parte dei Red Sharks, non approva i comportamenti scorretti dei suoi compagni, interviene e manda a Matteo l’intero video registrato da Emilia, in cui si vede chiaramente che il bacio è stato rubato. Matteo prova a mostrare il video a Luna, che però continua a rifiutarsi di ascoltarlo; per questo, dopo averla rincorsa, il ragazzo si arrampica sul cancello di villa Benson per entrare e farglielo vedere di persona, ma nella salita perde l’equilibrio e, cadendo, finisce in ospedale. Luna, dopo averlo soccorso, vede finalmente il video sul suo cellulare ed è distrutta dai sensi di colpa per non avergli creduto.
Fortunatamente, Matteo si rimette presto e Luna ne è felice, anche se resta molto turbata dall'accaduto. I due nutrono sentimenti contrastanti l’uno verso l’altro: pur continuando ad amarsi, si allontanano di nuovo perché Luna, sopraffatta dal senso di colpa per non essersi fidata, pensa che Matteo avrebbe tutte le ragioni per non perdonarla, mentre lui sente che ogni volta che si avvicinano, uno dei due finisce per soffrire, convincendosi che forse la cosa migliore sia davvero lasciar andare la loro storia. Intanto, a villa Benson arriva Michel, uno studente trasferitosi per uno scambio culturale: lui e Luna diventano subito amici, e questo alimenta in Matteo, convinto che tra loro stia nascendo qualcosa, il pensiero che con Luna sia davvero finita. Ámbar, invece, viene nominata da Gary nuova responsabile del Roller, dopo che lui decide di andarsene sciogliendo i Red Sharks in seguito al fallimento di un grosso evento che doveva essere il loro trampolino di lancio. Grazie a questo incarico, che le impone nuovi doveri e responsabilità, Ámbar inizia ad abbandonare definitivamente i suoi atteggiamenti da “cattiva ragazza” per diventare seria e affidabile, riuscendo così a riavvicinarsi a Simón, di cui è ancora innamorata. Intanto, Matteo, sempre più convinto che Luna si sia innamorata di Michel, perde ogni speranza di poter tornare con lei, salvo poi scoprire che Luna ha respinto Michel quando lui le ha confessato i suoi sentimenti, rivelandogli di essere ancora innamorata di Matteo. Così, Matteo e Luna si chiariscono una volta per tutte e tornano definitivamente insieme. Anche Simón e Ámbar si riavvicinano sempre di più, pur non senza alcune incomprensioni dovute alla difficoltà di Simón di tornare a fidarsi completamente di Ámbar a causa dei trascorsi.
Ramiro capisce di aver commesso un errore ad abbandonare la squadra del Roller e chiede di poter tornare a pattinare con loro: dopo qualche esitazione, gli altri accettano la sua richiesta. In seguito, sotto la supervisione di Juliana, i ragazzi del Roller partecipano a un casting di pattinaggio, e a loro si unisce anche Ámbar per aiutarli, tornando poi a far parte definitivamente della squadra, che così è di nuovo al completo. Inoltre, grazie all’affetto ricevuto soprattutto da Simón e Mónica, che ha iniziato a trattarla come una figlia, Ámbar capisce di dover fare la cosa giusta e decide di schierarsi dalla parte di coloro che le hanno davvero voluto bene, ossia i Valente e Alfredo, rivelando chi sono i veri colpevoli del furto dei quadri: dopo essere stato scoperto, Rey decide di assumersi le sue responsabilità e, insieme a Maggie, si costituisce, mentre Sharon, pur rimanendo sola, non si arrende e continua comunque con il suo piano, convinta che nessuno riuscirà a fermarla.
Vedendo quanto Ámbar sia davvero cambiata e abbia scelto di essere la versione migliore di sé stessa, Simón torna definitivamente a fidarsi di lei, si dichiara nuovamente e i due finalmente hanno il loro lieto fine.
Anche se i ragazzi del Roller non riescono a superare il casting a cui hanno partecipato, la squadra riceve il suo primo ingaggio professionale: aprire un importante festival. Inoltre, la carriera musicale di Matteo ha finalmente una svolta quando viene notato da una produttrice discografica che gli offre l’opportunità di incidere un album, mentre Jim e Yam vengono ammesse alla scuola di canto e ballo. Tutto ormai sembra andare a gonfie vele, ma un giorno, mentre Luna e Ámbar stanno tornando alla villa, si scatena un incendio causato proprio da Sharon, che perde la vista, e in cui Ámbar e Luna rischiano la vita, venendo fortunatamente tratte in salvo in tempo.
Un mese dopo vengono mostrate le conseguenze di quanto accaduto: Sharon, ancora in ospedale (e apparentemente cieca), finalmente si pente dei suoi errori, chiede scusa ad Ámbar per non averle mai dimostrato affetto, la chiama sua figlia per la prima volta e Ámbar la chiama mamma. Anche Luna decide di perdonarla nonostante tutto, dopo aver scoperto un video in cui Sharon si mostrava affettuosa con lei da bambina. Nina dice che non potrà mai dimenticare Gastón, ma cerca di andare avanti con Eric, un ragazzo più timido di lei a cui piace cantare. Ramiro e Yam sembrano darsi un'altra possibilità alla festa di Luna, e sembra nascere qualcosa anche tra Emilia e Benicio. Nico parte con Ada per cantare in America e Matteo chiede alla sua manager di poter fare un featuring con Simón e Pedro (che nel frattempo sta felicemente con Delfi) nel suo nuovo album. Infine, i ragazzi si esibiscono al festival e si festeggia il diciottesimo compleanno di Luna, che decide di condividere la sua fortuna con Ámbar, ormai cugine unite da un legame profondo.

## Personaggi ed interpreti
- Luna Valente, interpretata da Karol Sevilla e doppiata in italiano da Margherita De Risi.
Tenace e gentile, fin dalla prima stagione si trasferisce a Buenos Aires a causa del lavoro dei suoi genitori. È stata adottata da Mónica e Miguel Valente. Simón è il suo migliore amico e, durante la prima stagione, prova qualcosa per lei. All’inizio Luna non sembra ricambiare, ma l’arrivo di Daniela, un’amica di Simón, le fa capire che forse anche lei è interessata a lui. Luna e Simón si mettono insieme, ma il ragazzo, dopo aver capito che Luna in realtà è innamorata di Matteo, la lascia per permetterle di seguire il suo cuore, dato che anche Matteo prova sentimenti per Luna fin dal loro primo incontro, sebbene entrambi neghino più volte di essere innamorati l’uno dell’altro. È soprannominata "Chica Delivery" ("Ragazza delle consegne") da Matteo e "Lunita" da Ámbar. Vince la gara internazionale di pattinaggio con la squadra del Jam & Roller. Alla fine della prima stagione accetta finalmente i suoi sentimenti per Matteo: i due si dichiarano vicendevolmente e si mettono insieme. Tuttavia, all'inizio della seconda stagione si allontanano a causa dei problemi di lui con il padre. Più tardi si riavvicinano e tornano insieme, ma quando a Matteo viene tolta la possibilità di incidere un disco come solista e lui, arrabbiato e frustrato, se la prende con Luna, la ragazza si convince che tra loro non possa funzionare. Sempre nella seconda stagione non riesce a vincere il Roda Fest con la sua squadra, ma in compenso riceve il Pattino di Cristallo, lo stesso riconoscimento che aveva ricevuto Marisa Mint (Juliana) tempo prima. Nel frattempo, fa ricerche sul suo passato, aiutata dai suoi migliori amici Nina e Simón, e sui suoi genitori biologici, scoprendo a fine stagione di essere in realtà Sol Benson, la legittima erede della famiglia Benson. Nella terza stagione, dopo diverse altre incomprensioni, Luna e Matteo finalmente si ritrovano e tornano definitivamente insieme.
- Matteo Balsano, interpretato da Ruggero Pasquarelli e doppiato in italiano da Alex Polidori.
È un ragazzo molto presuntuoso. Ha i voti più alti della scuola e si vanta di aver salvato Luna diverse volte. All’inizio della prima stagione è fidanzato con Ámbar e sono ritenuti da tutti la "coppia perfetta". La lascia quando viene a sapere del sabotaggio che Ámbar ha orchestrato ai danni di Luna. Non sopporta Simón e, durante la finale di pattinaggio, bacia Luna, scatenando il desiderio di vendetta di Ámbar. Essendo un ottimo pattinatore, è chiamato da tutti "Il re della pista", mentre Luna lo soprannomina "Chico Gallo". Si innamora di Luna e, in un momento di tenerezza, le chiede cosa prova per lui, ma la ragazza gli dice che lo considera solamente un amico. In realtà, Luna mente perché non vuole ferire Simón e ammettere di essere innamorata di Matteo. Nell'ultima puntata della prima stagione, Luna si dichiara a Matteo, che sta per partire. Matteo e Luna si mettono insieme, ma davanti a loro si pongono grandi ostacoli che li portano a separarsi varie volte. Matteo partecipa alla gara tra solisti proposta da Vidia, la società che sponsorizza la Roller Band, e il vincitore potrà incidere un suo disco. Arriva in finale con Simón, che ha momentaneamente lasciato la Roller Band. I due vincono e ottengono quindi la possibilità di incidere il loro disco. Questo porta Matteo a diventare sempre più competitivo, facendogli perdere di vista il suo vero obiettivo: far conoscere la propria musica. Spinto dal suo manager Bruno, finge uno scontro con Simón, che lascia il posto come solista a Matteo rinunciando al disco. Questo causa gravi problemi nella relazione tra Matteo e Luna, che lo lascia per il suo comportamento. Successivamente, Matteo non riesce a incidere il suo disco a causa dell'arrivo di Gary, lo zio di Nico, che per poter investire nei suoi piani esclude Matteo da Vidia. Abbattuto e arrabbiato, arriva perfino a prendersela con Luna, accusandola di non averlo mai sostenuto. I due riescono a chiarirsi qualche tempo dopo, ma lei ormai pensa che tra loro non possa funzionare e sembra chiudere definitivamente la loro storia. Nella terza stagione, Matteo prova a riconquistare Luna cercando di dimostrarle di aver imparato dai suoi errori, ma lei inizialmente sembra irremovibile nel non voler riaprire la loro relazione, anche se pian piano inizia a vedere che lui è davvero maturato e a considerare l’idea di dargli un’altra possibilità. Tuttavia, tutto viene rovinato dal bacio che Emilia ruba a Matteo. A seguito della caduta dal cancello nel tentativo di dimostrare a Luna di essere stato incastrato da Emilia, Matteo inizia a essere sempre più insicuro e scoraggiato, soprattutto riguardo alla sua musica. Luna, sapendo di dover rimediare per non essersi fidata di lui quando le aveva detto che il bacio era stato un imbroglio, interviene: sprona Matteo a non arrendersi e lo supporta emotivamente per non fargli abbandonare la musica. Grazie alla vicinanza di Luna, Matteo si riprende e riesce perfino a essere notato da una produttrice discografica, che gli offre l’opportunità di incidere un album. Alla fine, Luna e Matteo finalmente si ritrovano e tornano definitivamente insieme.
- Ámbar Smith, interpretata da Valentina Zenere e doppiata in italiano da Lucrezia Marricchi.
È chiamata da tutti "regina della pista" e, all’inizio della prima stagione, è fidanzata con Matteo. È una ragazza che eccelle in tutto, specialmente nel pattinaggio. All’arrivo di Luna, tutto il suo mondo viene stravolto. Ámbar vorrebbe distruggerla e farla tornare in Messico, perciò cerca in tutti i modi di ostacolarla; la sua attitudine verso Luna le costa la sua storia con Matteo, che la lascia accusandola di essere troppo crudele. Nel corso delle puntate si scopre che Ámbar si comporta così principalmente perché sua "zia" Sharon non è mai stata abbastanza paziente e presente con lei, e che l’atteggiamento freddo e altezzoso assunto dalla ragazza è un meccanismo di autodifesa. Nella seconda stagione, durante il Roller Jam, una festa organizzata nel locale, cerca di sabotare Luna, ma la situazione le sfugge di mano e finisce con l'incendiare la pista. Sempre nella stagione si scopre che anche Ámbar è stata adottata da Sharon; per un periodo sua "zia" le fa credere di essere Sol Benson, l’ultima erede della famiglia Benson, ma dopo qualche tempo Ámbar capisce che qualcosa non torna e scopre che la vera Sol Benson è Luna. In un primo momento Ámbar si arrabbia con Sharon, ma poi comprende le sue motivazioni e decide di appoggiarla. Da quel momento, per lei, Luna diventa una nemica a tutti gli effetti e fa di tutto per danneggiarla. Per questo motivo, Ámbar si avvicina a Simón nel tentativo di allontanarlo da Luna, ma tutto evolve in maniera inaspettata: la ragazza mostra per la prima volta un'inedita versione più buona e fragile di sé stessa e finisce per innamorarsi di Simón, anche se fatica molto a lasciarsi andare e ad accettare i propri sentimenti per lui. Inoltre, a causa degli errori commessi (tra cui l’incendio della pista), i due finiscono per allontanarsi e successivamente vivono un lungo tira e molla per tutta la terza stagione, alla fine della quale riescono però a riavvicinarsi e a tornare insieme, dopo che Ámbar ha riconosciuto i propri errori e dimostrato di essere cambiata, abbracciando completamente la versione migliore di sé stessa che aveva già mostrato a Simón e di cui lui si era innamorato. Verso la fine della terza stagione viene anche nominata nuova responsabile del Jam & Roller.
- Simón Álvarez, interpretato da Michael Ronda e doppiato in italiano da Andrea Di Maggio.
È un ragazzo molto gentile e romantico che ama il pattinaggio e suonare la chitarra. Per lui niente è più importante dell'amicizia con Luna. Infatti, poco dopo il trasferimento di Luna, la segue a Buenos Aires. Dopo aver vissuto nel magazzino di Villa Benson, si trasferisce da Nico e Pedro, due dipendenti del Jam & Roller (dove viene assunto anche lui), con i quali forma la Roller Band. Per un breve periodo si mette insieme a Daniela, una sua vecchia amica che ha sempre provato qualcosa per lui, ma quando capisce che lei fa il doppio gioco, la lascia. In seguito si fidanza con Luna, ma si rende conto che la ragazza prova sentimenti più forti per Matteo e decide di lasciarla perché vuole che lei sia felice. Nella seconda stagione lascia momentaneamente la Roller Band e partecipa al concorso per solisti proposto da Vidia. Pareggia con Matteo, così vincono entrambi la possibilità di incidere un proprio disco. Da quel momento, però, si sente in costante competizione con Matteo, che a differenza sua vuole solo primeggiare. Bruno, il loro manager, non fa altro che alimentare questa competizione. Simón, stufo dei suoi piani, decide di lasciare il posto come solista a Matteo, ritornando nella Roller Band. Nel frattempo, si avvicina molto ad Ámbar, vedendo in lei il potenziale per una nuova relazione dopo aver conosciuto meglio il suo lato migliore e più fragile, che la ragazza non aveva mai mostrato a nessun altro. I due cominciano a uscire insieme, ma l’armonia finisce quando Simón scopre che è stata lei a causare l’incendio alla pista; questo lo fa soffrire molto, e nonostante lei gli dica che lo ama e sostenga di non aver incendiato la pista volontariamente, lui non le crede e le chiede come faccia a parlare di amore se dentro di sé ha solo odio. Durante la terza stagione, i due hanno un rapporto di amore/odio e devono affrontare molti ostacoli. Riescono a essere felici insieme solo alla fine della serie, quando Ámbar decide di abbracciare definitivamente quella versione migliore di sé stessa che aveva già mostrato a Simón, fa ammenda per i suoi errori e lui quindi torna a fidarsi completamente di lei.
- Nina Simonetti, interpretata da Carolina Kopelioff e doppiata in italiano da Sara Labidi.
È la migliore amica di Luna. È una ragazza molto timida che tende sempre a cedere nelle discussioni. I suoi genitori sono separati e spesso la mettono in imbarazzo. Per esprimere quello che sente crea un blog, firmandosi con l'identità segreta di "Felicity For Now", che diventa virale, suscitando la curiosità generale riguardo alla persona che si nasconde dietro questo nome. Mentre è fuori città per seguire Luna durante una gara di pattinaggio, incontra Xavi, un ragazzo brasiliano timido come lei, che ama disegnare. Subito i due si sentono attratti, ma nessuno di loro ha il coraggio di fare una mossa. Poco prima che Nina parta, però, escono insieme, si scambiano le mail e iniziano a scriversi ogni tanto. Nina nutre anche un interesse per Gastón, che, a sua insaputa, chatta con Felicity sotto il nome di "Roller Track". Alla fine, i due si metteranno insieme dopo che Gastón scopre che Nina è Felicity durante l'Open.
- Gastón Perida (st. 1-2, guest star 3), interpretato da Agustín Bernasconi e doppiato in italiano da Mirko Cannella.
È il migliore amico di Matteo. Diventa sempre più interessato a Felicity, con la quale chatta sotto il nome di "Roller Track", credendo inizialmente che si tratti di Delfina. Anche lui pattina e partecipa alla gara insieme a Delfina. A scuola si iscrive al corso di fotografia e fa coppia con Nina, della quale si scopre poi essere innamorato, e con cui si fidanza solo dopo aver scoperto che è Felicity For Now. Alla fine della seconda stagione si trasferisce a Oxford; dopo mesi di distanza, Gastón non riesce più a sopportare la lontananza e a malincuore decide di lasciare Nina.
- Jazmín Carbajal, interpretata da Katja Martínez e doppiata in italiano da Veronica Puccio.
È una delle due migliori amiche di Ámbar. Registra sempre per il Fab & Chic, il canale web che gestisce insieme a Delfina. Ossessionata dai social e dalla moda, è piuttosto snob e pettegola. È innamorata di Simón, che le ha insegnato a cantare. Nella seconda stagione, insieme a Delfina, tronca il rapporto di amicizia con Ámbar, stanche di essere sue succubi. Nella terza stagione, crea un nuovo canale, Ja Jazmin, che diventa subito molto popolare, entrando in competizione con il Fab & Chic gestito da Delfina.
- Delfina "Delfi" Alzamendi, interpretata da Malena Ratner e doppiata in italiano da Giulia Franceschetti.
È la seconda migliore amica di Ámbar. Pattina bene, ma non al livello di Ámbar e Matteo. Le piace Gastón, ma nonostante questo litiga spesso con lui. È molto gelosa della misteriosa Felicity For Now, poiché il ragazzo ne è affascinato. Delfina arriva al punto da fargli credere di essere Felicity, ma viene smascherata da Gastón dopo che lui legge un post pubblicato dalla vera Felicity nello stesso momento in cui era con Delfina. Partecipa alla gara di pattinaggio con lui, ma la coppia viene squalificata, e al loro posto vengono riammessi Luna e Simón, i quali vengono ricattati da Ámbar. All'inizio è molto frivola e scontrosa, sempre pronta a compiacere Ámbar e ad aiutarla nei suoi piani (che talvolta la coinvolgono anche personalmente). Successivamente, conosce meglio Pedro, di cui si innamora, e comincia a cambiare, diventando più buona e gentile. Stufa di essere succube di Ámbar, dopo aver scoperto che l'ha separata da Pedro, rompe l'amicizia con lei, anche se poi fanno pace. Nella seconda stagione, lascia Pedro per un ragazzo conosciuto in vacanza, ma poi se ne pente. Tornata amica di Ámbar, riprende il suo vecchio carattere, aiutandola a recuperare la popolarità persa, ma senza successo. Stanca degli abusi da parte dell'ex-amica, rompe definitivamente l'amicizia con lei, piantandola in asso insieme a Jazmín, e torna insieme a Pedro. Nella terza stagione entra in competizione con Jazmín per il suo canale, che riscuote molto più successo del "Fab & Chic".
- Jimena "Jim" Medina, interpretata da Ana Jara e doppiata in italiano da Letizia Ciampa.
È la migliore amica di Yam. Jim ha una cotta per Ramiro, anche se il suo amore non è corrisposto. Si rattrista quando Ramiro le confessa di essere innamorato di Yam. Partecipa alla gara di pattinaggio con Nico, che le confessa di essere innamorato di lei e con cui alla fine della prima stagione si fidanza, anche se i due si separano durante la seconda stagione.
- Yamila "Yam" Sánchez, interpretata da Chiara Parravicini e doppiata in italiano da Virginia Brunetti.
È la migliore amica di Jim. Partecipa alla gara di pattinaggio del Jam & Roller con Ramiro, che è innamorato di lei, ma cerca di allontanarsi da lui per non ferire Jim, che ha una cotta per Ramiro. Quando Jim si dichiara interessata a Nico e rivela che Ramiro è innamorato di lei, Yam inizia una relazione con Ramiro. Insieme preparano un video da inviare a Santi Owen, ma dopo che Ramiro la infastidisce troppo al riguardo, Yam lo lascia. Alla fine della prima stagione si riappacificano, ma tornano insieme solo alla fine della seconda. Durante la terza stagione, il loro rapporto diventa altalenante a causa della decisione di Ramiro di entrare nei Red Sharks.
- Ramiro Ponce, interpretato da Jorge López e doppiato in italiano da Jacopo Castagna.
Si vanta frequentemente e il suo migliore amico è Simón. A Jim e Yam dice sempre che devono migliorare, ma allOpen Music, dove partecipa insieme alle due ragazze, si congratula con loro, dicendo che sono state brave. Confessa a Jim di essere innamorato di Yam, con la quale poi si fidanza. Il loro rapporto rimane altalenante per tutta la serie. Nella seconda stagione entra a far parte del gruppo di pattinatori freestyle Adrenalin insieme a Matteo. Nella terza stagione si unisce ai Red Sharks e successivamente torna a far parte della squadra del Jam & Roller.
- Nicolás "Nico" Navarro, interpretato da Lionel Ferro e doppiato in italiano da Daniele Giuliani.
Nico è il classico ragazzo carino e simpatico che piace a tutti. È responsabile dei pattini al Jam & Roller ed ex campione di pattinaggio. Il suo migliore amico è Pedro, con cui sogna di formare una band. Dopo molti tentativi, ci riescono, insieme a Simón, formando la Roller Band, dove lui suona il basso. È più responsabile e riflessivo rispetto agli altri due membri della band. Si innamora di Jim, con la quale si fidanza alla fine della prima stagione. I due si separano poi nella seconda stagione a causa delle loro differenze, ma rimangono comunque amici. In seguito si innamora di Ada, che inizialmente lo ricambia, ma poi parte e i due non si mettono insieme. Si rincontrano nella terza stagione, si mettono insieme e a metà stagione partono insieme per New York.
- Pedro Arias, interpretato da Gastón Vietto e doppiato in italiano da Emanuele Ruzza.
Pedro è un ragazzo sincero e leale, sempre disposto a fare tutto per i suoi amici. Sebbene sia spesso timido e insicuro con le ragazze, è appassionato di musica. Lavora al bar del Jam & Roller e ama suonare la batteria. È felice di aver formato una band con il suo migliore amico Nico e Simón dopo molti sforzi. All'inizio della prima stagione è innamorato di Tamara, ma successivamente inizia a provare qualcosa per Delfi, e i due si mettono insieme grazie alla passione comune per la cucina. Viene però lasciato da Delfi all'inizio della seconda stagione, quando lei si innamora di un ragazzo conosciuto in vacanza. Pedro comincia quindi a provare qualcosa per Ada/Eva, che inizialmente lo ricambia, ma quando lei parte, si rende conto di essere ancora innamorato di Delfi. Dopo aver visto il cambiamento di Delfi e il suo distacco da Ámbar, i due si riavvicinano.
- Tamara Rios (st. 1, guest star 2), interpretata da Luz Cipriota e doppiata in italiano da Alessia Amendola.
Tamara è una pattinatrice di talento ed è la direttrice del Jam & Roller. All'inizio della prima stagione, Pedro ha una cotta per lei, ma lei non ricambia i suoi sentimenti. Ha una breve relazione con Ricardo, il padre di Nina, ma questa si interrompe quando il suo ex, Mariano, ritorna. All'inizio della seconda stagione, Tamara annuncia che lascerà il Jam & Roller per seguire i suoi sogni, affidando la gestione del Roller a Santi Owen e quella della pista a Luna, il che scatena la rabbia di Ámbar.
- Sharon Benson, interpretata da Lucila Gandolfo e doppiata in italiano da Franca D'Amato.
Sharon è la zia biologica di Luna (Sol Benson, la legittima erede della villa) e la madrina di Ámbar, di cui si scopre essere anche la madre adottiva. È una donna intelligente, ambiziosa, fredda e molto ricca, abitando in una villa a Buenos Aires. Pur essendo legata al denaro, Sharon è motivata da un passato tormentato e pieno di risentimento. Aveva una sorella, Lili, che era la "principessa" della famiglia, e Sharon si è sempre sentita messa in ombra da lei. Quando Lili sposò Bernie, l'uomo che Sharon amava, scoprì la sua relazione con Bernie attraverso una lettera d'amore, causando un litigio che culminò con la morte di Lili, caduta vicino al camino. Sharon ha sempre vissuto con il peso di questa tragedia e, ora, farà di tutto per impedire a Luna (la legittima erede) di prendere il suo posto e sottrarle tutto.
- Reinaldo "Rey" Gutiérrez, interpretato da Rodrigo Pedreira e doppiato in italiano da Alessandro Budroni.
Rey è il segretario personale di Sharon ed è molto leale nei suoi confronti. Nella seconda stagione, tuttavia, non sentendosi apprezzato per il suo lavoro, ricatta Sharon riguardo la situazione di Luna/Sol Benson. Dopo essere stato scoperto, Rey viene licenziato. Si pente del suo comportamento e successivamente aiuta Alfredo a fuggire dal manicomio.
- Miguel Valente, interpretato da David Muri e doppiato in italiano da Massimiliano Manfredi.
Miguel è il padre adottivo di Luna. È una persona calorosa e trattano tutti come se fossero suoi figli. È molto affettuoso e protettivo nei confronti della sua famiglia.
- Mónica Valente, interpretata da Ana Carolina Valsagna e doppiata in italiano da Ilaria Stagni.
Mónica è la madre adottiva di Luna e una cuoca di grande talento. Lavorava in una villa a Cancún, in Messico, dove è stata assunta per cucinare per la signora Benson durante il suo soggiorno. Successivamente, Mónica riceve un'offerta per lavorare a tempo pieno come cuoca nella villa della signora Sharon a Buenos Aires, il che implica che la sua famiglia si trasferisca.
- Alfredo Bilder (st. 2-3), interpretato da Roberto Carnaghi.
Alfredo è il padre di Sharon e della defunta Lili. È una persona allegra, solare, ma anche determinata e astuta. Nella seconda stagione scopre che Luna è Sol Benson e, per questo motivo, viene rinchiuso in un manicomio su ordine di Sharon. Dopo essere riuscito a fuggire, Alfredo aiuta Luna a scoprire la verità.
- Juliana (st. 2-3), interpretata da Estela Ribeiro e doppiata in italiano da Laura Romano.
Juliana è la nuova allenatrice della squadra del Jam & Roller e ha un passato da pattinatrice. La sua carriera fu interrotta da un infortunio. Nonostante inizialmente faccia parte dei Red Sharks, alla fine si schiera con la squadra del Jam & Roller, dimostrando di volerli accompagnare in ogni loro percorso.

## Episodi
a prima stagione è suddivisa in due parti: la prima, composta dai primi 40 episodi e andata in onda dal 14 marzo al 6 maggio 2016, è intitolata Soy libre, soy yo, soy Luna, mentre la seconda, andata in onda dal 4 luglio al 26 agosto 2016 e composta dai restanti 40 episodi, è intitolata Música en ti. Anche la seconda stagione è suddivisa in due parti: la prima, composta dai primi 40 episodi e trasmessa dal 17 aprile al 9 giugno 2017, è intitolata La vida es un sueño, mentre la seconda parte, trasmessa dal 7 agosto al 29 settembre 2017 e composta dai restanti 40 episodi, è intitolata Un nuevo comienzo. La terza stagione, come le precedenti, è suddivisa in due parti: la prima parte, composta da 30 episodi e trasmessa dal 16 aprile al 25 maggio 2018, è intitolata Una vuelta más, mentre la seconda parte, intitolata Todo puede cambiar e composta dagli ultimi 30 episodi, è andata in onda dal 9 luglio al 17 agosto 2018.
| Stagioni         | Episodi | Episodi | Prima TV America Latina | Prima TV America Latina | Prima TV Italia   | Prima TV Italia | Prima TV Disney Plus Italia |
| Stagioni         | Episodi | Episodi | Inizio                  | Fine                    | Inizio            | Fine            | Prima TV Disney Plus Italia |
| ---------------- | ------- | ------- | ----------------------- | ----------------------- | ----------------- | --------------- | --------------------------- |
| Prima stagione   | 80      | 40      | 14 marzo 2016           | 6 maggio 2016           | 9 maggio 2016     | 4 novembre 2016 | 24 marzo 2020               |
| Prima stagione   | 80      | 40      | 4 luglio 2016           | 26 agosto 2016          | 7 novembre 2016   | 3 febbraio 2017 | 24 marzo 2020               |
| Seconda stagione | 80      | 40      | 17 aprile 2017          | 9 giugno 2017           | 8 maggio 2017     | 30 giugno 2017  | 18 settembre 2020           |
| Seconda stagione | 80      | 40      | 7 agosto 2017           | 29 settembre 2017       | 2 ottobre 2017    | 7 dicembre 2017 | 18 settembre 2020           |
| Terza stagione   | 60      | 30      | 16 aprile 2018          | 25 maggio 2018          | 28 maggio 2018    | 6 luglio 2018   | 9 ottobre 2020              |
| Terza stagione   | 60      | 30      | 9 luglio 2018           | 17 agosto 2018          | 24 settembre 2018 | 2 novembre 2018 | 9 ottobre 2020              |
| Quarta Stagione  |         |         |                         |                         |                   |                 |                             |

## Collegamenti con altre serie
Gary Lopez, lo zio di Nico, interpretato da Joaquín Berthold, è anche un personaggio secondario della serie Juacas - I ragazzi del surf. Inoltre, il nome Red Sharks deriva proprio da lì, dove è stato utilizzato per la prima volta, e proprio per questo Valentina Zenere è stata ospite della serie brasiliana, interpretando nuovamente il personaggio di Ámbar.
Anche con la serie Violetta esiste un collegamento, poiché Amanda è cugina di Olga, un personaggio di quella serie. Inoltre, la protagonista di Violetta, Martina Stoessel, fa un cameo speciale nei panni di sé stessa durante la seconda stagione.
Infine, nella serie Bia compaiono come guest star sia Katja Martínez sia Malena Ratner, che riprendono rispettivamente i loro ruoli di Jazmín e Delfi.

## Ospiti internazionali
Come accaduto in Violetta, anche in Soy Luna hanno partecipato star internazionali.
Negli episodi 71-72 della prima stagione è stata ospite Sofia Carson, che ha cantato Love is the Name; negli episodi 58-59 della seconda stagione è intervenuta Sabrina Carpenter con Thumbs; e nell'episodio 22 della terza stagione sono state ospiti Dove Cameron e nuovamente Sofia Carson, che hanno cantato Better Together, tratta dalla serie animata Descendants: Wicked World. Sempre nella terza stagione è apparsa in una puntata l'attrice Mia Jenkins, co-protagonista della serie britannica The Lodge.
Negli episodi 40-41 della seconda stagione è stata ospite speciale l'attrice e cantante argentina Martina Stoessel, esibendosi con Ya no hay nadie que nos pare.

## Colonna sonora
In totale le canzoni della serie sono 73 tra le quali 4 in versione italiana e 1 in tedesco. Nella versione Latino Americana sono 68.
| Anno | Dettagli |
| ---- | --- |
| 2016 | Soy Luna - Pubblicazione: 26 febbraio 2016 (in Italia il 10 giugno 2016) - Formati: CD, download digitale - Etichetta: Walt Disney Records                                         |
| 2016 | Música en ti - Pubblicazione: 26 agosto 2016 (in Italia il 25 novembre 2016) - Formati: CD, download digitale - Etichetta: Walt Disney Records                                     |
| 2017 | La vida es un sueño - Pubblicazione: 3 marzo 2017 (in Italia: CD 1 il 26 maggio 2017, CD 2 il 22 settembre 2017) - Formati: CD, download digitale - Etichetta: Walt Disney Records |
| 2018 | Modo Amar - Pubblicazione: 6 aprile 2018 (in Italia: 20 aprile 2018) - Formati: CD, download digitale - Etichetta: Walt Disney Records                                             |

## Trasmissioni internazionali
| Paese | Canale         | Prima TV         | Prima TV 2ª stagione | Prima TV 3ª stagione | Titolo       | Fonte  |
| --- | -------------- | ---------------- | -------------------- | -------------------- | ------------ | ------ |
| Argentina Bolivia Cile Colombia Cuba Costa Rica Ecuador El Salvador Guatemala Haiti Honduras Nicaragua Messico Panama Paraguay Perù Rep. Dominicana Uruguay Venezuela | Disney Channel | 14 marzo 2016    | 17 aprile 2017       | 16 aprile 2021       | Soy Luna     | [ 6 ]  |
| Brasile | Disney Channel | 14 marzo 2016    | 17 aprile 2017       | 16 aprile 2021       | Sou Luna     | [ 7 ]  |
| Spagna | Disney Channel | 4 aprile 2016    | 17 aprile 2017       | 23 aprile 2021       | Soy Luna     | [ 8 ]  |
| Portogallo | Disney Channel | 4 aprile 2016    | 17 aprile 2017       |                      | Soy Luna     | [ 9 ]  |
| Francia | Disney Channel | 18 aprile 2016   | 24 aprile 2017       | 23 aprile 2021       | Soy Luna     | [ 10 ] |
| Germania Austria Liechtenstein Svizzera | Disney Channel | 2 maggio 2016    | 24 aprile 2017       | 4 giugno 2021        | Soy Luna     | [ 11 ] |
| Italia | Disney Channel | 9 maggio 2016    | 8 maggio 2017        | 28 maggio 2021       | Soy Luna     | [ 12 ] |
| Polonia | Disney Channel | 16 maggio 2016   | 18 settembre 2017    | 22 ottobre 2021      | Soy Luna     | [ 13 ] |
| Romania | Disney Channel | 16 maggio 2016   | 18 settembre 2017    |                      | Soy Luna     | [ 14 ] |
| Bulgaria | Disney Channel | 16 maggio 2016   | 18 settembre 2017    |                      | Soy Luna     | [ 15 ] |
| Israele | Disney Channel | 22 maggio 2016   | 4 giugno 2017        |                      | Soy Luna     | [ 16 ] |
| Paesi Bassi Belgio | Disney Channel | 29 agosto 2016   | 4 settembre 2017     |                      | Soy Luna     | [ 17 ] |
| Ungheria | Disney Channel | 5 settembre 2016 | 18 settembre 2017    |                      | Soy Luna     |        |
| Svezia Norvegia Danimarca Finlandia Islanda | Disney Channel | 10 ottobre 2016  | 16 ottobre 2017      |                      | Soy Luna     | [ 18 ] |
| Russia | Disney Channel | 7 agosto 2017    |                      |                      | Я Луна       |        |
| Slovenia | POP TV         | 1 giugno 2017    |                      |                      | Jaz sem Luna |        |

## Adattamenti teatrali
Chiamato in America Latina come Soy Luna en concierto, in Brasile con il titolo Sou Luna: O Show e in Europa col titolo Soy Luna Live, lo spettacolo è la prima opera teatrale basata sulla serie Soy Luna.
Il tour viene annunciato da Karol Sevilla il 25 settembre 2016. Lo spettacolo viene inaugurato il 24 marzo 2017 allo stadio Tecnópolis di Buenos Aires. In Italia, il tour viene confermato il 22 maggio 2017 annunciando il suo arrivo il 24 gennaio 2018. A febbraio si confermano nuove date per l'America Latina per l'estate
2018, il tour viene chiamato, Soy Luna En Vivo.